# Canal 6 (Punta Alta)
El Canal 6 de Punta Alta (conocido comercialmente como Airevisión) fue un canal de televisión abierta argentino, la primera estación televisiva de la ciudad de Punta Alta, en el sudoeste de la Provincia de Buenos Aires.

## Historia
Fue lanzado como señal de prueba en 2009 por el canal 6 de VHF. En junio de 2012, empieza a emitir dentro de la televisión digital terrestre como uno de los primeros canales regionales del país en entrar dentro del sistema de televisión abierta digital.
Cesó sus emisiones el 31 de marzo de 2022.

## Servicio informativo
El canal poseía un servicio informativo enfocado en noticias locales, el cual se transmite de lunes a viernes a las 20:00 hs.

## Programación
La emisora contaba con un noticiero local y un programa de política llamado "Todo Vale". Sus estudios están ubicados en la Avenida Tucumán 395 de Punta Alta.
- Datos: Q24961371